# Сербиненко, Наталья Александровна
Ната́лья Алекса́ндровна Сербине́нко (род. 27 января 1959, Новосибирск), в девичестве Шары́пова — советская и украинская легкоатлетка, специалистка по спортивной ходьбе. Выступала за сборные СССР и Украины по лёгкой атлетике в 1981—1993 годах, обладательница Кубка мира в командном зачёте, чемпионка и призёрка первенств всесоюзного значения. Мастер спорта СССР международного класса.

## Биография
Наталья Шарыпова родилась 27 января 1959 года в Новосибирске. Окончила Новосибирский государственный медицинский университет, по профессии — врач-терапевт.
Начала заниматься лёгкой атлетикой в 1976 году под руководством заслуженного тренера РСФСР А. Н. Никитина, с 1980 года специализировалась на спортивной ходьбе. Выступала за добровольное спортивное общество «Буревестник».
Первых серьёзных успехов на всесоюзном уровне добилась в сезоне 1981 года, когда в ходьбе на 5000 метров выиграла бронзовую медаль на чемпионате СССР в помещении в Минске и серебряную медаль на чемпионате СССР в Ленинграде. Попав в состав советской сборной, выступила на Кубке мира по спортивной ходьбе в Валенсии — закрыла десятку сильнейших в личном зачёте 5 км и тем самым помогла своим соотечественницам выиграть женский командный зачёт (Кубок Эшборна).
В 1982 году в дисциплине 5000 метров стала серебряной призёркой на чемпионате СССР в Киеве.
В 1983 году одержала победу в ходьбе на 5 км на зимнем чемпионате СССР в Кисловодске, тогда как на Кубке мира в Бергене была второй в личном и командном зачётах 10 км.
Начиная с 1984 года проживала в Донецке, представляла Украинскую ССР и спортивное общество «Урожай», при этом выступала под фамилией мужа Сербиненко. В частности, в этом сезоне в ходьбе на 5 км с высшим мировым достижением (22.13,8) превзошла всех соперниц и завоевала золотую медаль на зимнем чемпионате СССР в Алуште.
В 1985 году получила серебро на зимнем чемпионате СССР в Алуште и взяла бронзу на летнем чемпионате СССР в Ленинграде. Будучи студенткой, представляла страну на Универсиаде в Кобе, где так же стала бронзовой призёркой. На Кубке мира в Сент-Джонсе стала девятой в личном зачёте и второй в командном.
В 1987 году была второй на зимнем чемпионате СССР в Сочи и восьмой на Кубке мира в Нью-Йорке.
В 1989 году завоевала серебряные награды на чемпионате СССР в помещении в Гомеле и на зимнем чемпионате СССР в Сочи. На Кубке мира в Оспиталете показала четвёртый результат в личном зачёте 10 км и вместе с соотечественницами выиграла женский командный зачёт.
В 1990 году добавила в послужной список бронзовую награду, выигранную в ходьбе на 3000 метров на чемпионате СССР в помещении в Челябинске.
За выдающиеся спортивные достижения удостоена почётного звания «Мастер спорта СССР международного класса».
После распада Советского Союза Наталья Сербиненко ещё в течение некоторого времени стартовала на международных стартах в составе украинской национальной сборной. Так, в 1993 году она стала чемпионкой Украины в ходьбе на 10 000 метров, представляла Украину на Кубке мира в Монтеррее, где на дистанции 10 км заняла 32-е место